# Eugeniusz Bendera
Eugeniusz Bendera (ur. 13 lub 14 marca 1906 w Czortkowie, zm. 7 lipca 1988 w Warszawie) – więzień obozu Auschwitz-Birkenau, szofer i mechanik, inicjator słynnej ucieczki z Auschwitz.

## Życiorys
Urodził się w rodzinie Józefa i Michaliny z Chmielowców. Pracował jako szofer. W wieku 24 lat ożenił się 13 lipca 1930 r. w Przedborzu z 18-letnią przedborzanką Heleną Kularską (1912–1983), córką Romana i Aleksandry z Panków.

### Ucieczka z Auschwitz-Birkenau

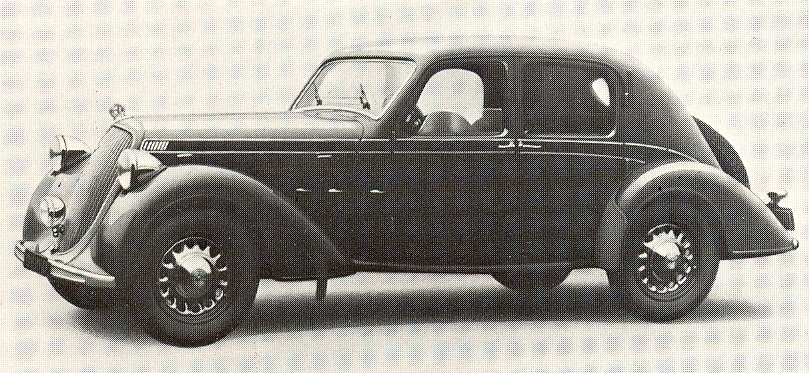
Steyr 220

W czasie okupacji niemieckiej został aresztowany przez żandarmerię, a następnie osadzony 9 stycznia 1941 r. w obozie koncentracyjnym Auschwitz, gdzie otrzymał nr obozowy 8502. W okresie poprzedzającym ucieczkę pracował jako mechanik w warsztatach samochodowych SS na terenie obozu. W maju 1942 otrzymał poufną informację, że został umieszczony na liście więźniów skazanych na śmierć. Postanowiono go utrzymać przy życiu tylko do momentu ukończenia prowadzonych przez niego napraw. Zdesperowany nakłonił do ucieczki Kazimierza Piechowskiego (harcerza z Tczewa, ur. 1919). Do ucieczki namówili również por. Stanisława Jastera (ur. 1 stycznia 1921) i Józefa Lemparta (ur. 19 września 1916). 20 czerwca 1942 r. Bendera wyprowadził z garażu SS samochód Steyr 220, uciekinierzy włamali się do SS-mańskich magazynów, przebrali się w mundury SS i uzbrojeni wyjechali przez bramę obozu. Ucieczkę ułatwiło opanowanie Piechowskiego i jego biegła znajomość języka niemieckiego, który przebrany w mundur oficera w niewybrednych słowach rozkazał wartownikowi podniesienie szlabanu. Jest to jedna z najbardziej brawurowych i spektakularnych ucieczek z KL Auschwitz w dziejach tego obozu. Została przedstawiona w fabularyzowanym dokumencie nakręconym przez BBC, w którym wystąpił także sam Piechowski.

### Po wojnie
Bendera po wojnie wrócił do Przedborza, gdzie pracował w swoim zawodzie. Po rozwodzie w 1959 r. wyprowadził się do Warszawy i tam zmarł 7 lipca 1988. Spoczął na cmentarzu Bródnowskim (kwatera 12L rząd 7 grób 32). Jego syn Ryszard (ur. 1932) został lekarzem. Wnuczka Eugeniusza, Karolina Bendera (ur. 1975) jest reżyserem filmowym.

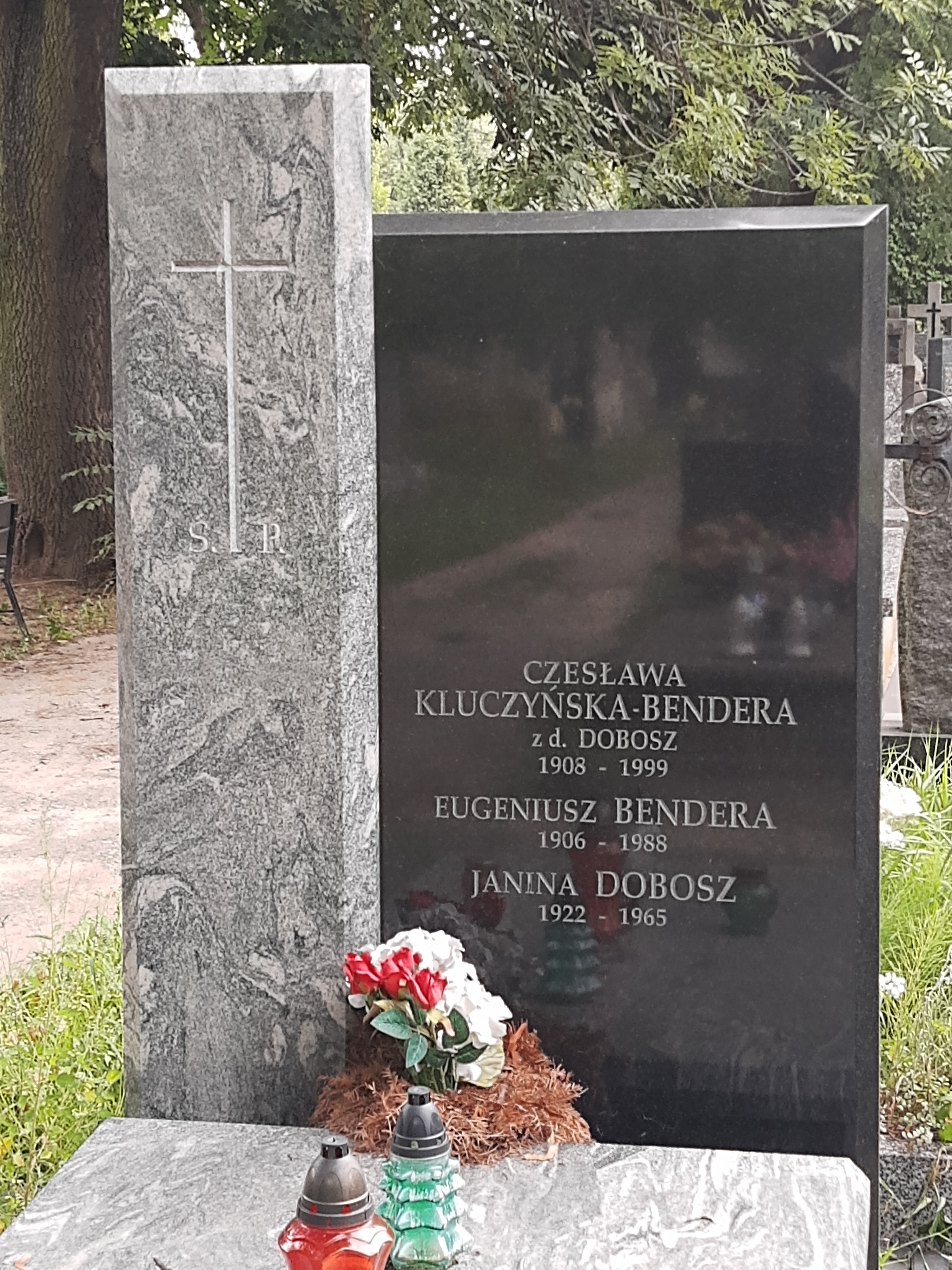
Grób Eugeniusza Bendery na cmentarzu Bródnowskim

## Upamiętnienie
- Katy Carr, brytyjska piosenkarka z polskimi korzeniami, poświęciła ucieczce Kazimierza Piechowskiego i towarzyszy z Auschwitz swoją piosenkę „Kazik Kommander’s Car” z albumu Coquette[3][4].